# Zygmunt Ajdukiewicz
Zygmunt Ajdukiewicz (n. 1861, Witkowice - d. 1917, Viena) a fost un pictor polonez realist al secolului al XIX-lea specializat în portrete și pictura istorică. Ajdukiewicz s-a născut și a crescut în sectorul austriac ce împărățea Polonia, s-a stabilit în capitala imperială Viena și la finalizarea studiilor sale a menținut o legătură strânsă cu țara sa natală. La Viena, el a ilustrat romanul epic „Potopul”, al laureatului polonez al Premiului Nobel, romancierul Henryk Sienkiewicz.

## Biografie
Zygmunt Ajdukiewicz s-a născut în Witkowice, aproape de Tarnobrzeg, în sud-estul Poloniei. A studiat pictura la Academia de Arte Frumoase Jan Matejko din Cracovia. Din 1880-1882, a studiat la Academia de Artă din Viena și din 1883 la Academia din München sub îndrumarea profesorului Johann Herterich, parte a școlii din München de naturalism . El s-a stabilit la Viena în anul 1885 și a fost pictor al Curții austriece, unde a fost deseori menționat ca Zygismund sau Sigismund von Ajdukiewicz. În 1893 a plecat la Paris. S-a întors la Viena unde a lucrat pentru o lungă serie de opere de artă originale, ce urmau a fi publicate în enciclopedia de 24 de volume inițiată și sponsorizată de către Prințul Rudolf al Austriei  (Kronprinzenwerk). A fost un proiect important, tipărit în limba germană și maghiară între 1886-1902, cu titlul „Monarhia Austro-Ungară în Lume și Pictură” . Volumele ulterioare au fost publicate mult timp după moartea lui Rudolf, din ianuarie 1889. Ajdukiewicz a pictat , pentru enciclopedie, panouri reprezentând diferite naționalități, grupuri etnice și minorități din Austro-Ungaria. El a creat, de asemenea, o serie de 12 picturi cu privire la viața lui Tadeusz Kościuszko, care au fost publicate în anul 1892, într-un album de artă de către F. Bondy. 
Zygmunt Ajdukiewicz a avut o serie importantă de expoziții în Cracovia, Varșovia, Liov, Viena, Berlin, München și Praga. Picturile sale au primit premii de top la expoziții internaționale de artă, inclusiv medalia de aur la Viena și medalia de aur clasa a doua de la Berlin în 1891, precum și în 1898, medalia de aur clasa a doua de la Viena și medalia de argint la concursul din anul 1894 din Liov (Lemberg). Lucrările sale pot fi găsite în numeroase muzee și galerii de artă naționale din Polonia, cum ar fi Muzeul Național din Varșovia, Cracovia, Wroclaw, colecții de stat la palatul regal Wawel și Muzeul Silezia Superioară din Bytom. A murit la Viena în 1917. Zygmunt Ajdukiewicz a fost văr primar cu pictorul Tadeusz Ajdukiewicz care era cu nouă ani mai mare decât el.

### Picturi

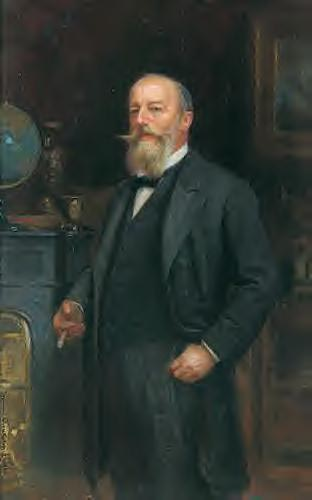
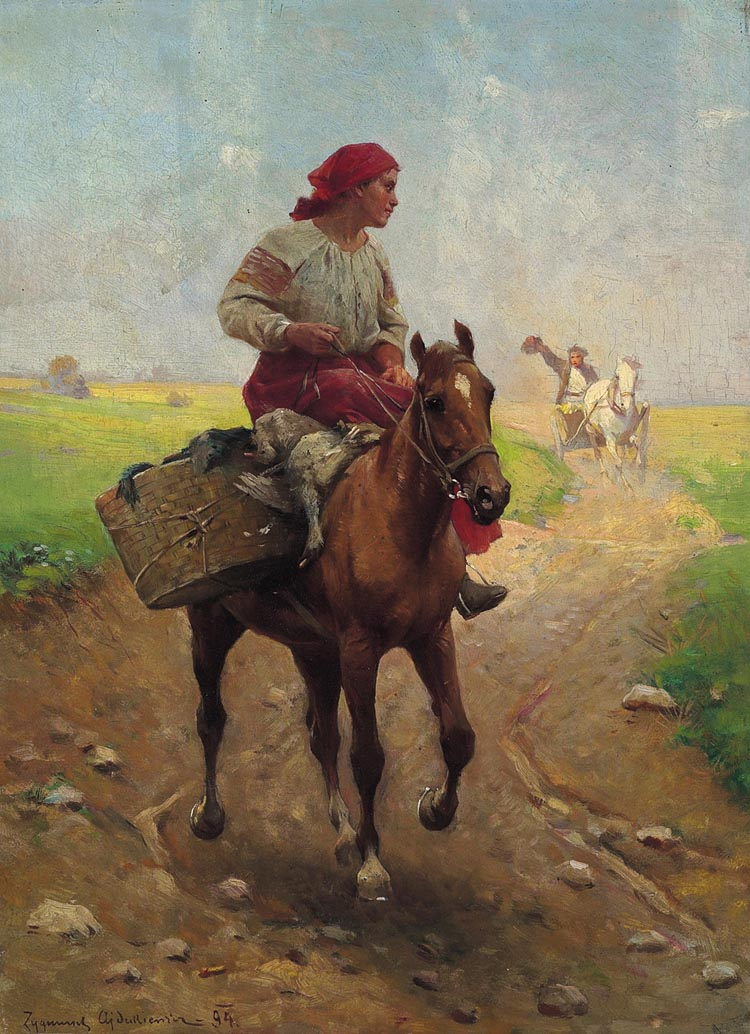
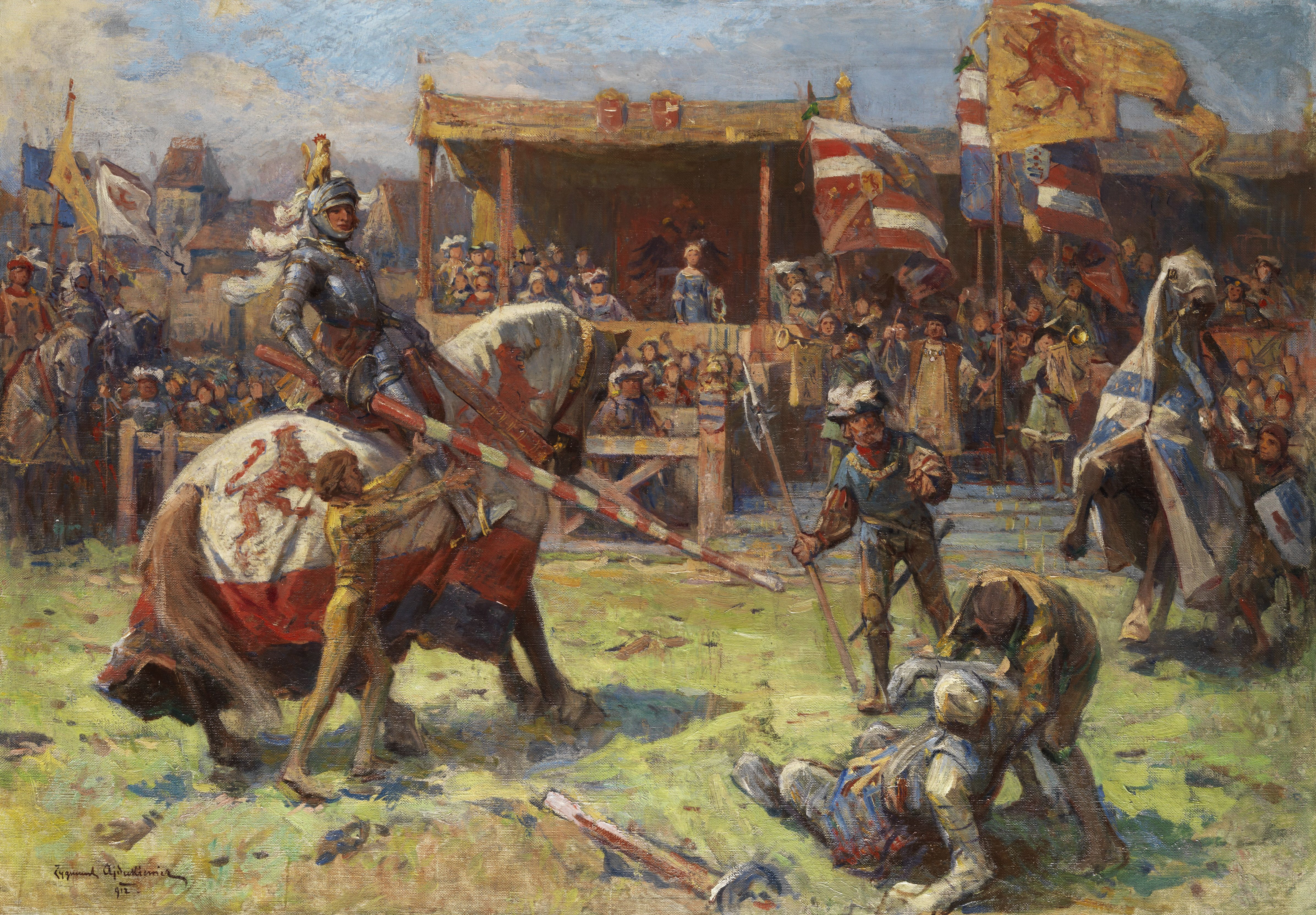
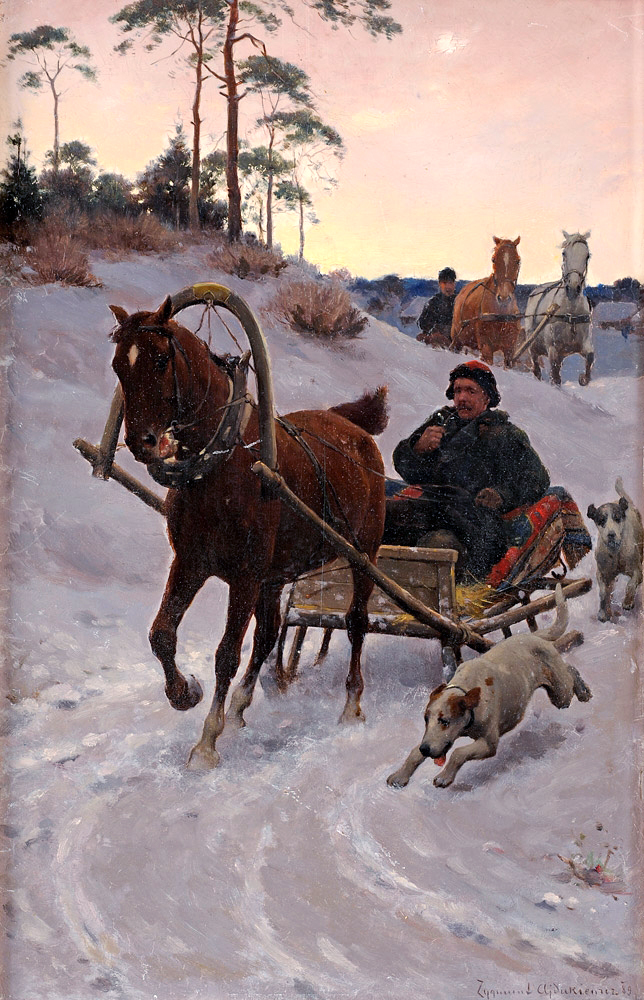

### Lucrări din enciclopedia Kronprinzenwerk

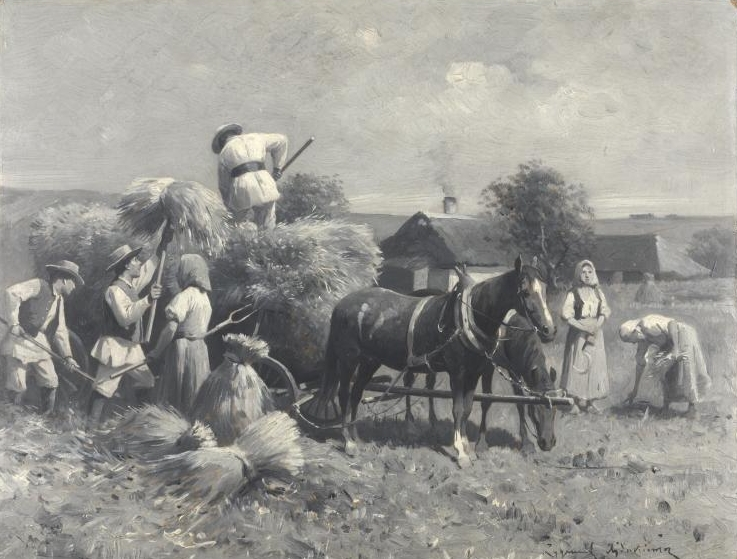
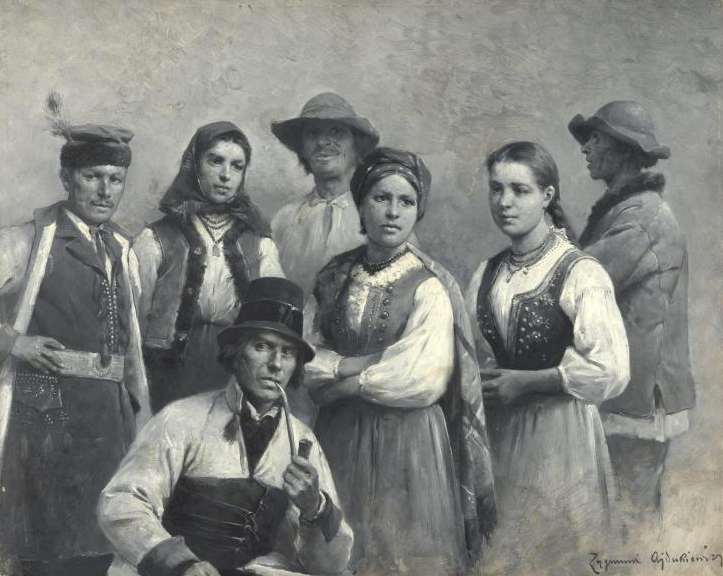
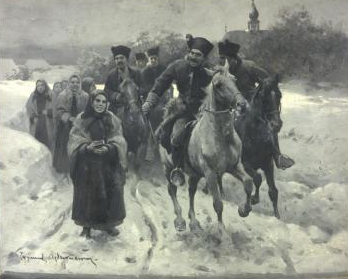
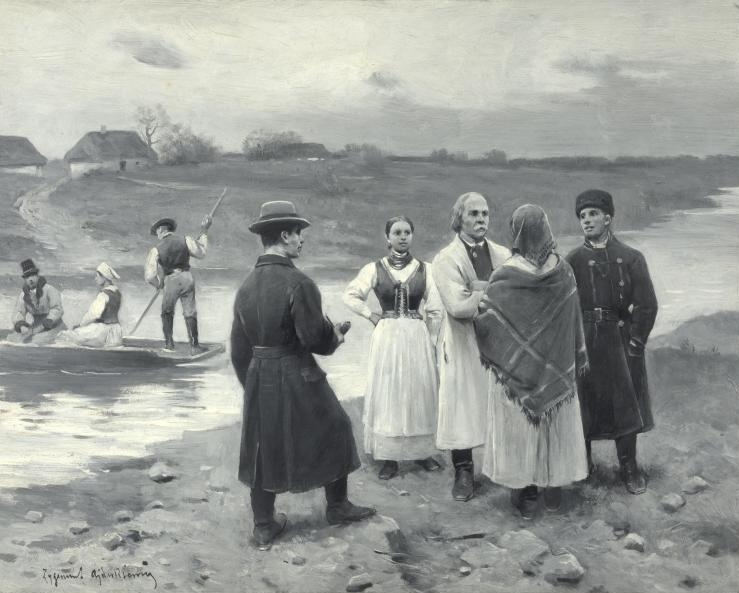